# Bordstrolleri
Bordstrolleri är ett specialområde inom trolleri där trollkarlen har publiken mycket nära sig. Bordstrolleri kännetecknas av fingerfärdighet, avledningsförmåga och mycket lite av rekvisita. Oftast handlar det om att trolla "rakt under näsan" för mindre grupper (till exempel ett restaurangbord eller mindre grupper under festminglande). Underhållningsformen bygger lika mycket på fingerfärdighet som på illusionistens personlighet och målet är att publiken ska uppleva att de sitter på första parkett.
Bland yngre trollkarlar har termen "bordstrolleri" börjat ersättas av close-up, eftersom ett av de många engelska begreppen för bordstrolleri är "close-up magic". En annan nyare inneterm är "mikro", efter engelskans "micromagic". Den senare termen används dock främst i tävlingssammanhang.